# Virgin Islands March
Der Virgin Islands March (deutsch Jungferninseln-Marsch) ist die Nationalhymne der Amerikanischen Jungferninseln. Er war inoffizielle Nationalhymne des US-Territoriums, bis er 1963 per Gesetz zum offiziellen Staatssymbol erklärt wurde.

## Entstehung
Den Jungferninseln-Marsch komponierte im Jahre 1919 Alton Augustus Adams (1889–1987), ein Kapellmeister bei der Marine, der selbst von den Jungferninseln stammte.

## Melodie
Die im flotten Marschtempo und im bewährt-populären Gestus amerikanischer Marching Band-Tradition geschriebene Hymne ähnelt in Aufbau und Wirkung John Philip Sousas berühmtem The Stars and Stripes Forever. Sie wird von einem recht langen Instrumentalvorspiel (18 Takte) in B-Dur eingeleitet, das wiederum mit einer kurzen Fanfare beginnt. 
Die Strophen (16 Takte) setzen erst mit dem ruhigeren Trio in Es-Dur ein. Nach einem Zwischenspiel (8 Takte) wird die Strophenmelodie wiederholt. Das Standardarrangement für Blasorchester sieht also nur zwei Strophen „an einem Stück“ vor.

## Wortlaut
| englischer Originaltext | freie deutsche Übersetzung |

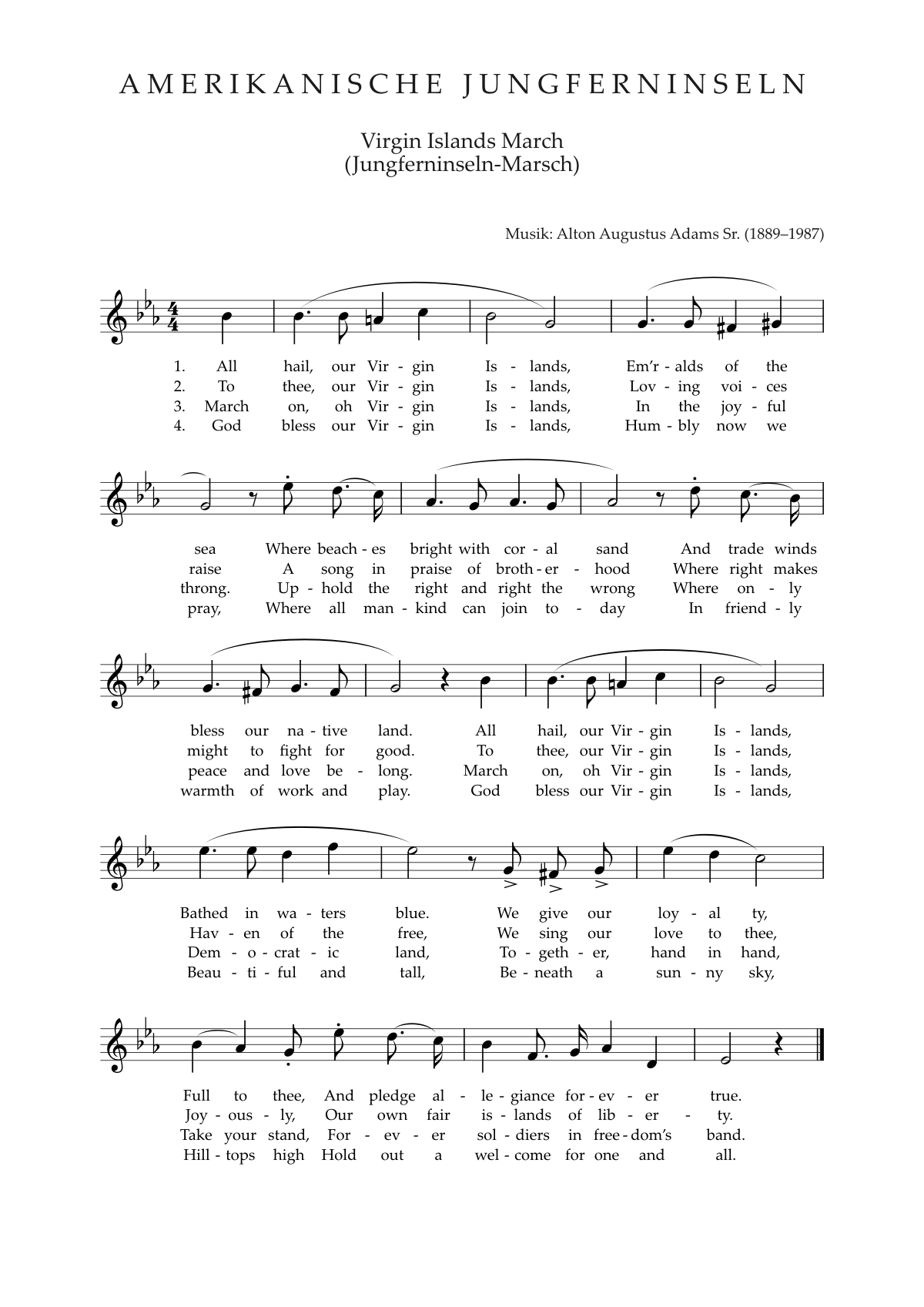
Text und Noten der Nationalhymne

| All hail, our Virgin Islands. Em’ralds of the sea Where beaches bright with coral sand And trade winds bless our native land. All hail, our Virgin Islands, Bathed in waters blue. We give our loyalty, Full to thee, And pledge allegiance forever true. To thee, our Virgin Islands, Loving voices raise A song in praise of brotherhood Where right makes might to fight for good. To thee, our Virgin Islands, Haven of the free, We sing our love to thee, Joyously, Our own fair islands of liberty. March on, oh Virgin Islands, In the joyful throng. Uphold the right and right the wrong Where only peace and love belong. March on, oh Virgin Islands, Democratic land. Together, hand in hand, Take your stand, Forever soldiers in freedom’s band. God bless our Virgin Islands, Humbly now we pray, Where all mankind can join today In friendly warmth of work and play. God bless our Virgin Islands, Beautiful and tall, Beneath a sunny sky, Hilltops high Hold out a welcome for one and all. | Heil unseren Jungferninseln, Den Smaragden der See! Von Stränden, leuchtend vom Korallensand, Und dem Passat ist unsere Heimat gesegnet. Heil unseren Jungferninseln, Den vom blauen Meer umspülten! Wir schwören unsere Treue Ganz Euch Und leisten Euch auf ewig den Eid. Euch, unseren Jungferninseln, Singen von Liebe erfüllte Stimmen Ein Lied zum Lobpreis der Brüderlichkeit, Wo das Recht uns Kraft gibt, immer zu kämpfen. Euch, unseren Jungferninseln, Dem Hafen der Freien, Singen wir unsere Liebe Mit Freuden! Euch, unseren holden Inseln der Freiheit! Vorwärts, ihr Jungferninseln, Im freudigen Tross! Haltet das Recht hoch und beseitigt das Unrecht, Wo nur Frieden und Liebe walten sollen. Vorwärts, ihr Jungferninseln, Ihr demokratisches Land! Gemeinsam, Hand in Hand, Lasst uns füreinander einstehen Als ewige Soldaten des Freiheitskorps. Gott behüte unsere Jungferninseln, Dafür beten wir nun demütig, Wo heute die ganze Menschheit teilhaben kann An der freundlichen Wärme von Arbeit und Spiel. Gott behüte unsere Jungferninseln! Hübsch und stolz, Unterm sonnigen Himmel, Grüßen ihre hohen Hügel Jeden und alles. |